# 敦墨太修
盤陀訶羅斯里·瑪哈拉惹·敦墨太希·敦阿里（Bendahara Sri Maharaja Tun Mutahir bin Tun Ali，—1510年），也稱為天猛公·斯里·瑪哈拉惹，是馬六甲蘇丹國一位著名的盤陀訶羅。他有泰米爾血統。他的父親是敦阿里，他的母親是敦古都（Tun Kudu）。他的祖父巴金達·瑪尼·普林達（Baginda Mani Purinda）是印度穆斯林。他是马六甲苏丹國第七位宰相。敦墨太修當宰相之前，擔任馬六甲苏丹國天猛公職位。1500年，他被蘇丹馬末沙委任為宰相後，他的兒子敦哈桑（Temenggung Tun Hasan）繼承其父親天猛公職位。敦墨太修的前任宰相是敦布帝。
敦墨太修也是一位有影響力的古吉拉特族穆斯林領袖。他的領導下，揀選了古吉拉特穆斯林擔任馬六甲王朝內的重要職位。當時，馬六甲港務大臣（Syahbandar）拉贾·门德利尔知道敦墨太修總是偏袒他的親戚，讓他們在皇宮中擔任職務，引起馬六甲王朝內部其他官員之間的不滿和妒忌。馬來人與印度穆斯林的領袖們更為了維護自己的權利，而產生了激烈的競爭：明顯的例子是海軍統帥火者亞三和敦墨太修之間的競爭，這樣分化了馬六甲的人民，影響到政府旳誠信以及馬六甲的商業活動。
敦墨太修的女兒敦法蒂瑪吸引了蘇丹馬末沙的注意，很希望將其收納。但當敦墨太修將女兒許配給別人後，蘇丹馬末沙對此被激怒，拉贾·门德利尔便趁機誣衊敦墨太修想要謀朝篡位，這給了同樣蘇丹馬末沙一個正當理由，隨後下令處決的敦墨太修的全家，除了敦墨太修的女兒敦法蒂瑪。蘇丹馬末沙在意識到自己的錯誤以後，感到後悔，知道敦墨太修被誣衊，後讓位給王太子苏丹阿末沙（1513年由于失宠被父亲赐死）。
根據马来纪年記載的傳說，敦墨太修每天要對著長鏡子換七次衣服。
現今，馬六甲峇都安南有紀念敦墨太修的敦墨太修國民中學 （页面存档备份，存于） 。